# Carlo Pagliarini
Carlo Pagliarini (né à Sant'Ilario d'Enza le 25 septembre 1926 et mort à Rome le 25 juin 1997) était un partisan, un homme politique et un pédagogue italien. Il a été le fondateur et le premier président de l’association « Arciragazzi » et l'unique président de l'Associazione Pionieri Italiani.

## Biographie
Carlo Pagliarini, fils de Francesco, chauffeur, et d'Ida Cervi, est né en Émilie-Romagne, à Sant'Ilario d'Enza. Il a fréquenté le lycée  professionnel et, très tôt, à l'âge de 17 ans, il s'est engagé dans la lutte partisane sous le nom de guerre de Giorgio. En 1945, il devient commissaire politique de son détachement près de Parme. Le 25 avril, il est appelé à prononcer un discours qui deviendra son manifeste politique: mettre en œuvre un projet impliquant la jeunesse du pays. Il s'installe à Reggio d'Émilie pour s'occuper des jeunes de la province, où il crée les bases pour la naissance d'un mouvement de jeunesse local,.
En 1948, il part pour Rome pour s'y occuper de l’Alleanza Giovanile naissante et étudier les prémisses de la création du mouvement de jeunesse national qui deviendra l'Associazione Pionieri Italiani. En 1949, Pagliarini devient président de l'Associazione Pionieri Italiani, formée avec Dina Rinaldi et Gianni Rodari, avec qui il crée le magazine Pioniere. Il rencontre Maria Luisa, qui deviendra son épouse en 1952.
En 1962, il commence sa collaboration avec l'ARCI, dont il sera le secrétaire, où il met en place une politique culturelle à l'égard des jeunes. Sa politique se concrétise en 1981 avec la création d'Arciragazzi, dont il est le premier président.
Il est mort à Rome le 25 juin 1997.

## La pensée
« ...l'avenir appartient aux enfants et c'est un fait irréfutable. Cependant, on ne reconnaît pas que les enfants annoncent l'avenir et qu'ils peuvent contribuer à le rendre meilleur immédiatement ! ».
Au cours de son activité politique, Carlo Pagliarini a écrit de nombreux articles et essais de nature pédagogique, toujours dans des revues de gauche telles que Quaderno dell'Attivista, Educazione Democratica, Gioventù Nuova et d'autres.
Dans les années 1960, à travers les circuits organisationnels de l'ARCI, il négocie un accord théâtral avec Nova Scena, où collaborent Dario Fo et Franca Rame, avec lesquels les frictions et les malentendus ne manquaient pas.

## Publications

### Œuvres
- Silvino Grussu et Carlo Pagliarini, Ragazzi di città, Giunti & Lisciani, 1987,  (ISBN 978-8809500129)[8].

### Œuvres posthumes
- Castelli in aria : scritti educativi di Carlo Pagliarini, in ragazzARCI n. 2/3/4, Rome, Arciragazzi, 1997.
- Carlo Pagliarini, Associare i ragazzi, édité par Marco Fincardi, Pendragon, 2021,  (ISBN 978-8833643700)[9].
- Carlo Pagliarini, Ascoltare Condividere Agire con i ragazzi e per i ragazzi, Thyrus 2019,  (ISBN 978-88-6808-140-9)[10].

### Recherche historique
- La Fondazione Gramsci Emilia-Romagna possède un fonds "Carlo Pagliarini", 1926 - 1997 composé de 24 enveloppes d'archives[11]

## Entrées connexes
- Association des pionniers italiens (API)
- ARCI Ragazzi
- ARCI